# Tokyo Road: Best of Bon Jovi
Albums de Bon Jovi
One Wild Night Live 1985-2001
(2001) Bounce
(2002)
Tokyo Road: The Best of Bon Jovi est le troisième album de compilation des plus grands succès musicaux du groupe de rock américain Bon Jovi, sorti exclusivement au Japon en 2001, où il s'est en 5e position des charts. L'album s'est vendu à plus de 400 000 exemplaires au Japon et a été certifié disque de platine par la RIAJ. La première chanson est une nouvelle version remixée de One Wild Night initialement publié sur l'album Crush. Cette nouvelle version est sortie en single et présente un clip vidéo. Cette version apparaît également sur la compilation live de Bon Jovi One Wild Night Live 1985-2001.
Tokyo Road (Live) a été publié en tant que single seulement au Japon pour promouvoir cet album de compilation. Il a également été inclus en tant que disque bonus sur une édition limitée de l'album. La version live de Tokyo Road apparaîtra plus tard sur l'édition spéciale 2010 de l'album 7800° Fahrenheit.

## Liste des titres
1. One Wild Night 2001
2. Bad Medicine
3. Livin' on a Prayer
4. You Give Love a Bad Name
5. Keep the Faith
6. It's My Life
7. Blood on Blood
8. Something for the Pain
9. Born to Be My Baby
10. Tokyo Road
11. Hey God
12. Just Older
13. I'll Sleep When I'm Dead
14. Runaway
15. Wild in the Streets
16. Next 100 Years

### Titres Bonus
1. Tokyo Road (Live)
2. Not Fade Away (Live extrait de la tournée en solo de Jon Bon Jovi)
3. Next 100 Years (Live)
4. Father Time (Live extrait de la tournée en solo de Richie Sambora)

## Personnel
- Jon Bon Jovi - chant, guitare acoustique
- Richie Sambora - guitare solo, chœurs
- Hugh McDonald - basse, chœurs
- Tico Torres - batterie, percussion
- David Bryan - claviers, chœurs
- Alec John Such - basse, chœurs